# Roissy-en-France
 Roissy-en-France  es una población y comuna francesa, en la región de Isla de Francia, departamento de Valle del Oise, en el distrito de Sarcelles y cantón de Gonesse.
En su término se localiza desde 1974 el Aeropuerto de París-Charles de Gaulle.

## Demografía
| 1243 | 1359 | 1362 | 1401 | 2054 | 2367 |
| Para los censos de 1962 a 1999 la población legal corresponde a la población sin duplicidades (Fuente: INSEE [Consultar]) |      |      |      |      |      |